# Арсланагића мост
Арсланагића мост, или Перовића мост, мост је на Требишњици у Требињу, а налази се на списку непокретних културних добара Републике Српске. Мост се налазио на путу који је спајао Дубровник и Херцег Нови са Цариградским друмом.

## Настанак моста
Мост је лежао на ријеци Требишњици у селу које се, такође, назива Мост, на око пет километара узводно од Требиња, а на путу за Никшић. Подигнут је на некада веома важној саобраћајници Балкана, на путу који је познату стамболску џаду повезивао са Приморјем и Дубровником. Трговачки каравани су овим путем повезивали Републику св. Влаха са Скопљем и Софијом, Солуном и Цариградом на истоку, са Београдом и Будимом на сјеверу, као и са бројним другим трговачким центрима источног дијела Балкана.
На основу извјесних археолошких налаза претпоставља се да је још у доба Римљана постојао мост преко Требишњице, нешто узводније од Арсланагића моста, отприлике крај историјских локација манастира Добричева и Косијерова.
У средњем вијеку и у првим деценијама турске владавине нема мостова на Требишњици; нити им има трага на терену, ни помена у писаним изворима.
Арсланагића мост, који је много касније добио то име, настаје у шеснаестом вијеку у склопу великог подухвата на реконструкцији комуникација царства, коју у доба султана Сујелмана Величанственом и његов насљедника Селима II проводе велики везири: Рустем-паша и Соколовић Мехмед-паша. На основу биљежака двојице француских путописаца, који су овуда прошли у осмој деценији шеснаестог вијека, може се закључити да је мост завршен 1573. године или 1574. године.
Први од ове двојице, Филип Дифрен Канеј, идући из Дубровника за Цариград 1572. године, дошао је пространом равницом до ријеке Требишњице, прво је прегазио један њен рукавац, док се преко главног тока превезао барком и тако доспио у караван-сарај.
Други је Парижанин Пјер Лескалопје, који је двије године касније у свом дневнику забиљежио: „Једанаестог марта 1574. године путовали смо готово цијелог дана пјешке због врлетног пута, па доста касно стигосмо у Требиње, названо тако по ријеци истог имена, која ту протиче и на којој се налази камени мост. С друге стране има караван-сарај покривен оловом, који је саградио Мехмед, паша султана Сулејмана II; син овог паше умро је као намјесник ове провинције, па је отац саградио ово склониште да би навео пролазнике да се помоле за његову душу.
Као што се види из ове двије путне забиљежке, јасна је година градње, а у идентификацију поменутог моста са данашњим Арсланагића мостом не треба сумњати, будући да других мостова од камена на Требишњици није било и будући да се под појмом Требиње у средњем вијеку и под Турцима, све до осамнаестог вијека, подразумијевала шира област, а не данашњи град.
О утемељитељу овог моста дуго се ништа није знало. Како је, међутим, ова монументална грађевина вијековима импресионирала посматраче, а нарочито околно становништво, о његовом настанку говоре бројне контрадикторне легенде. Већина ових легенди забиљежена је и објављена у прошла два вијека.
У основи једне од ових легенди лежи фантастика везана за мутна сјећања на средњи вијек (можда на краљицу Ану Анжујску, која је извјесно вријеме живјела у овом крају) и на неки страшни земљотрес (можда онај у коме је страдао Дубровник). Легенда говори о краљици која је живјела у селу Богојеву, недалеко од извора велике ријеке. Једном када она дође са својим сином на извор, син паде у воду и утопи се. Ожалошћена краљица нареди да се врело зачепи и корито ријеке остаде празно. Али ускоро затим поче снажан земљотрес који три дана није престајао, док земља не попусти и вода из зачепљеног врела не проби на два друга мјеста. Један од ових извора био је на Ковалима, други је био Око код Билеће, из ког наста Требишњица. Краљеца нареди да се извор Требишњице огради зидом, а подаље од извора сагради преко ријеке мост, који је назван Арсланагића мост.
Друга легенда посредно веже настанак моста за неког султана, коме се не зна име. Некакав Кустурица се задеси у Цариграду кад је цар требало с неким мегдан да дијели, па се на позив телала јави да замијени цара на мегдану. Цар прихвати његову понуду и рече му да изабере најљепше оружје, али он одговори да има некакву стару кустуру; затим изађе са њом на мегдан и побиједи непријатеља. Тада од султана доби небројено благо, са којим се врати у свој завичај. Када здраво стиже у Нови, сагради лијепе дворе и ханове. Из Новога крену преко Зубаца, те на Грабу сазида велики хан, а одатле дође на ово мјесто на Требишњици, гдје такође науми неки хаир (задужбину) оставити, па одлучи да сагради мост. Неимар ког је довео да му гради мост посумња да Кустурица неће имати довољно новаца, па му рече да најприје треба ријеку даровати: препети конопац преко воде, низ конопац објесити кесу до кесе блага, па то благо у темељ просути. Кустурица одмах на то пристаде, припе конопац и објеси благо, а кад хтједе да га проспе у ријеку, повиче неимар: „Не забога, господару, ја сам само хтио да се увјерим хоћеш ли ти имати толико силно благо да начиниш ћуприју." И пошто заврши мост Кустурица крену даље и куд год да је ишао остављао је задужбине.
Трећа легенда објашњава како је мост добио данашње име; говори о настанку стражарнице на мосту и подсјећа на убирање мостарине. Ово је, заправо, једино предање везано за овај мост у којем је сачувана конкретна историјска материја. У интерпретацији Стевана Делића, Турци се по заузећу Херцеговине нису настанили у Требињу, већ остадоше у Новоме, као аге и господари требињске области, гдје су им били посједи. Живећи у Новоме до краја седамнаестог вијека, када су их Млечани оданде истјерали, нису имали интереса градити онде ћуприју. Кад су Турци из Новога потиснути, они се заклонише у Требиње. Међу њима бијаше и некакав Арслан-бег, који, дошавши у Требиње, нађе ћуприју и добије од султана писмену потврду да преко ње може мостарину купити, јер онуда бијаше од старине џада цијеле Босне и Херцеговине у Нови по со. Арслан-ага, да осигура себи доходак, начини ћуприју кућу, те у њу намјести своје слуге, који су му прелаз наплаћивали... Пандури су овде све до окупације стајали, бранећи ћуприју да је Црногорци не дигну у лагум, а и села не запале.
Мостарина на мосту на Требишњици убирана је од момента кад је завршен и предан саобраћају. Захваљујући управо тој околности, сачувала се једна биљешка у Дубровачком архиву, која је све донедавно остала незапажена, а која разрјешава питање утемељитеља овог споменика.
И овај мост подигао је велики везир Мехмед-паша Соколовић, како је то утврдио др Бранислав Недељковић, који је свој архивски испис уступио на објављивање Војиславу Ђурићу. Соколовић је, како смо већ унапријед видјели, један од државника наше крви који је стекао огромне заслуге за организацију Турске, па је само у нашим крајевима, колико знамо, подигао мостове у Вишеграду, на Требишњици, у Подговири, а вјероватно, и на Жепи, поред разних других задужбина. Дубровчани су веома добро знали да је баш он творац овог грандиозног архитектонског објекта, јер су се тим мостом морали користити одлазећи на Балкан ради трговине или враћајући се из унутрашњости земље са својим трговачким караванима. Висока мостарина и поступци при њеном убирању били су повод да се 10. априла 1575. године двојици дубровачких властелина, Михајлу Климентову Гучетићу и Луки Франову Лукаревићу, који су полазили као клисари харача херцеговачком санџаку, изда наређење, забиљежено на италијанском језику у архивску књигу „Писма и упутства за Левант XXXIII, фолио 19", да настале тешкоће колико год могу отклоне. Соколовић је у то вријеме још живио и дубровачка влада могла га је лако подсјетити на његово завјештање. У упутству поклисарима, између осталог стоји:
| „ | Бивамо извијештени од кириџија и трговаца који долазе из унутрашњости да су на мосту у Требињу принуђени да плате двије аспре за сваки товар, а поврх тога да бивају тучени и злостављани. Стога желимо да се испричате господину санџаку херцеговачком, када будете с њим, о оваквом лошем држању и да га с наше стране замолите да нареди тим људима да не смију новац узимати нити се лоше опходити са онима који прелазе и мучити их: јер, пошто је пресвијетли господин Мехмед-паша дао да се подигне мост као задужбина и за славу своју, није ваљано задужбину злоупотребљавати и настојати да се та слава затамни, јер би то било противно науму овог пресвијетлог господина Мехмед; и поступајте овим поводом мудро, не би ли се ови намети отклонили. А када се на вашем путу будете срели с требињским војводом, реците му двије-три ријечи о овим злостављањима, која се врше на поменутом мосту. | ” |

Поменуто је да је још прије изградње моста Филип Дифрен Канеј одсјео у караван-сарају, крај кога је касније настао мост, а којег је - према Лескалопјеу - Мехмед-паша подигао за душу свог сина. Исти поступак се види и у Вишеграду: прво се гради хан, да би велики број радника имао гдје да се смјести, затим се гради мост, на крају оба објекта служе јавним потребама. Веома је чест случај да се уз мост налазио хан, можда су ти ханови већином настајали из потребе да се смјесте радници на градилишту моста, да би послије остали за потребе каравана и путника. Соколовићев ранопреминули син Курт-бег био је неко вријеме херцеговачки санџак-бег и очинска туга старог везира посвећује ове објекте успомени на њега, као што је успомени на своју мајку посветио цркву у родном селу, а успомени на погибију свог братића Али-бега велику џамију у селу Гјузелер у Турској.
Соколовић је за изградњу моста на Требишњици добавио најбоље градитеље и клесаре, који су остварили дјело велике умјетничке врједности. У овом случају ми не знамо који је то градитељ, сигурно није Мимар Синан, али је вјероватно неко из његове школе. Стилска анализа, у поређењу са мимар-Хајрудиновим Старим мостом у Мостару, показује извјесне заједничке елементе, који сигурно нису случајни. Но постоји и много вјероватноће да су и неки дубровачки мајстори радили на овом објекту: сачувао се, наиме, податак да је дубровачка влада у јуну 1568. године послала дванаесторицу зидара: Јакова и Николу Влакушића, Николу Петковића, Марка Франовића, Цветка Илијића, Лазара Марковића, Николу Антунова, Радосава и Вица Николића, Тому Јакобовића, Стјепана Михочевића и Ивана Томковића - херцеговачком санџак-бегу. Толики број зидара морао је радити на неком веома замашном послу, о коме се старао санџак-бег, па није искључено да је то баш био овај мост. Ако је мост завршен између 1572. године и 1574. године, градња је морала бити започета већ 1568. године, што се закључује на основу трајања градње мостова у Вишеграду и Мостару. Треба се сјетити да је управо 1568. године мимар Хајрудин био послат да руководи радовима на тврђави у Макарској, па није искључено да је бар дјелимично и уз пут имао удјела и на овом објекту.

## Изглед моста
Када су га концем прошлог вијека као, уосталом, и све наше боље старе мостове, називали римским, уколико то није била тотална произвољност, онда их је сигурно на такво резоновање навела сличност овог моста с једнима заиста римским мостом, који је познат под називом Алкантара и налази се у Шпанији. Два лука великог распона, који се ослањају на средњи стуб, ритам ситнијих отвора на прилазним дијеловима и славолук над средњим стубом, на мјесту које одговара капијама порушене стражарнице Арсланагића моста - то су елементи сличности ова два споменика различитих епоха у двије удаљене земље.
По елеганцији облика и пластици маса Арсланагића мост је заузимао завидно мјесто међу нашим мостовима и може се равноправно мјерити са мостарским и вишеградским.
На локацији овог моста имамо наглашено асиметричан попречни профил ријеке, са јако наглашеном стрмом десном обалом. Асиметрија укомпонираних облика, логично прилагођена профилу ријеке, даје објекту грандиозним масама посебну мекоћу линије, која његову строгу архитектуру приближава скулпторалном третману.
Мост је утемељен у релативно плитком кориту ријеке на неуобичајен начин, који је, међутим, сагледљив при уочавању цијеле концепције. Доминира снажан средишњи пилон, ширине 3,57 метара, а дужине, укључивши узводни браник и низводни контрафор, скоро пуних девет метара (8,97 метара). Између централног стуба и приобалних конструкција распони су приближно једнаки; ти распони су подијељени секундарним стубовима у кориту ријеке у приближном односу 1:2, тако да је распон према средишњем стубу два пута већи од распона између приобалне конструкције и првог стуба. Преко овако распоређених стубова, у омјерима 1:2:2:1, корито ријеке је пресвођено са четири полукружна свода. Тачне мјере отвора и стубова су следећи (мјерено од лијеве према десној обали):
- први отвор има 8,95 метара;
- први стуб има 2,29 метара;
- други отвор има 17,66 метара;
- други (средњи) стуб има 3,57 метара;
- трећи отвор има 18,60 метара;
- трећи стуб има 2,26 метара;
- четврти отвор има 9,00 метара.

Укупно, све има 62,33 метра.
С обзиром на асиметричан профил корита, приобалне конструкције се знатно разликују. На десној обали имамо заштитне крилне зидове, преко којих се продужује прилазни дио моста у укупној дужини од осам метара; на лијевој обали, ипак, прилазна рампа, у дужини од 22 метра, представља разрађен систем којим се нивелета моста продужује у континуираном правцу до терена, а која сам терен висински диференцира у два нивоа, остављајући на нижем нивоу три мања пропусна отвора за случај великих вода. Ови пропусни отвори на грандиозном Арсланагића мосту чине се ситним детаљем, а у ствари представљају конструкцију једног мањег мостића на три отвора: њихов распон је 2,10 и 1,27 метара, стубови између отвора су 90 и 95 центиметара, а свеукупна дужина је 8,35 центиметра.
Специфичан распоред стубова и отвора резултирао је и посебним фасадним изгледом моста. Два наглашена средња отвора, полукружно засвођена, разликују се за око један метар у ширини, а пропорционално томе и у висини. Њихова лежишта на средњем и бочним стубовима се разликују обликовно и по висини: на средњем стубу они расту из вертикалне конструкције и почињу на вишој коти, док на секундарним стубовима израстају конзолно изнад саме површине воде. На тај начин настаје оптичко дјеловање јачег наслањања отвора на централни пил. Нивелета моста, постављена тако да готово тангира велике отворе изнад тјемена, лагано пада према нижој лијевој обали - овај лагани пад омогућио је неједнак распон отвора; над средином великих отвора та нивелета се ломи и онда се с јачим падом спушта према обалама. На средњем дијелу пад нивелете износи око 3%, а на бочним дијеловима 17% и 20%. Нивелета моста наглашена је на фасадама објекта профилираним вијенцем, који је у равнини стазе преко моста, а на вијенцу почива масиван коркалук од камених плоча дебљине 20-22 центиметра.
Због неуобичајене пропорције средњих и бочних лукова моста, чији су радијуси приближно у омјеру 1:2, уз наведени пад нивелете ипак би изнад бочних сводова остала велика маса чеоних зидова. Да ово избјегне, стари градитељ је изнад мањих сводова убацио још једну етажу, по један полукружан олакшавајући отвор, чији је распон на лијевој страни 5,42 метра, а на десној 5,49 метара. Види се да се и овде појављује приближан однос 2:3, мада је могуће да је ово настало сасвим случајно.
Ширина моста од свода до свода нешто варира, што је, можда, посљедица накнадних деформација, а креће се око 4 метра, док је стаза на мосту 3,5 метара. Секундарна пластика чеоних лукова и вијенаца суздржљива је, али зато снажна; градитељ је умио да у пропорцији с величином објекта да мјерило сваком детаљу, водећи рачуна о пластичном ефекту који треба да се добије. Но најважнији пластични ефекат намијењен је конструктивно неопходном средњем пилону, који својим трокутастим габаритом избија испод тлоцртне контуре моста за 3,60 метара узводно, а полигоналним низводним потпорњем за 1,5 метара. На секундарним стубовима ови испади су дискретнији, иако формални исти. По вертикали стубови моста дижу се неуобичајено високо и завршавају скоро равно. Ако погледамо са узводне стране, стубови секундарног карактера завршавају ниже од главног стуба, управо у пропорционалном односу са својом ширином и мјерним диференцијама у троцртним габаритима. Може се констатовати да влада пуна пропорционална одмјереност свих детаља међусобно, што је могао реализовати само темељно школован градитељ са дугогодишњим искуством.
Са низводне стране средњи пил је посебно пластично разрађен: постепеним испуштањем словеја клесанаца полигонални тлоцрт прелази у правоугаони, који се диже све до висине стазе на мосту, стварајући са низводне стране проширење аналогно софи на вишеградском мосту. Не може се, међутим, рећи како је овај пил у првобитном облику био завршен, јер су, свакако, настајале преинаке, које су већ давно упропастиле оригиналну форму.
Над овим пилом је, наиме, постојала стражарница на мосту, која се у неким најстаријим илустрацијама још може видјети, а која је уклоњена око 1890. године. Била је то једнокатница, зидана од камена, висока око 4 метра, испод куће је био пролаз са двије засвођене капије, са двоструким јаким крилима и мандалима, а на горњем боју је била просторија за чуваре. Према традицији, коју смо већ изнијели, стражарницу је подигао Арслан-ага, што није искључено, јер смо видјели да је и на вишеградском мосту оваква кућица настала накнадно. Пошто је срушена вишеградска стражарница, указао нам се портал са натписима и софа, а питање је није ли рушењем стражарнице на овом објекту уништен и неки његов првобитни дио. Године 1890. поред уклањања стражарнице извршени су и неке мање поправке, и како је Делић записао, то је прва поправка овог моста коју народ памти.
Остварење пројекта хидроенергетског система на Требишњици угрозило је опстанак споменика културе у њеној долини. Уз консултацију најширег круга југословенских стручњака, историчара умјетности, архитеката и конзерватора, постављен је за нас јединствен начин конзервације највриједнијих од њих: њихово преношење на нове погодне локације, које остају изван потопљеног подручја. На тај начин спасен је манастир Добричево са фрескама и неким пратећим зградама, а исти поступак требало би да буде примијењен и на Арсланагића мост.
Приликом избора нове локације посебно је узета у обзир околност да се на најближој периферији самог Требиња могу наћи погодни профили корита ријеке, на које би се трансплантирао овај споменик. На тај начин би Арсланагића мост и на новој локацији имао практично-функционални, културни, туристички и урбанистички значај. Могућности погодног уклапања габарита моста на шест могућих локација анализиране су у претпројектима, које је радио инжењер Милан Гојковић у сарадњи са надлежним заводима за заштиту споменика културе; ове анализе објављене су у Зборнику заштите споменика културе 1963. године.